# Waikiki
Waikīkī er en bydel i Honolulu, i den sydlige del af øen Oahu, en af Hawaii-øerne. Waikīkīstranden er en af verdens mest berømte strande.
21°15′49″N 157°49′17″V / 21.26361°N 157.82139°V
Waikīkī strækker sig langs Stillehavskysten og har en række prestigefyldte hoteller. Bydelen er Hawai'i-turismens højborg. På Waikīkī Beach står en statue af den lokale sportsstjerne Duke Kahanamoku.